# Wredenhagen

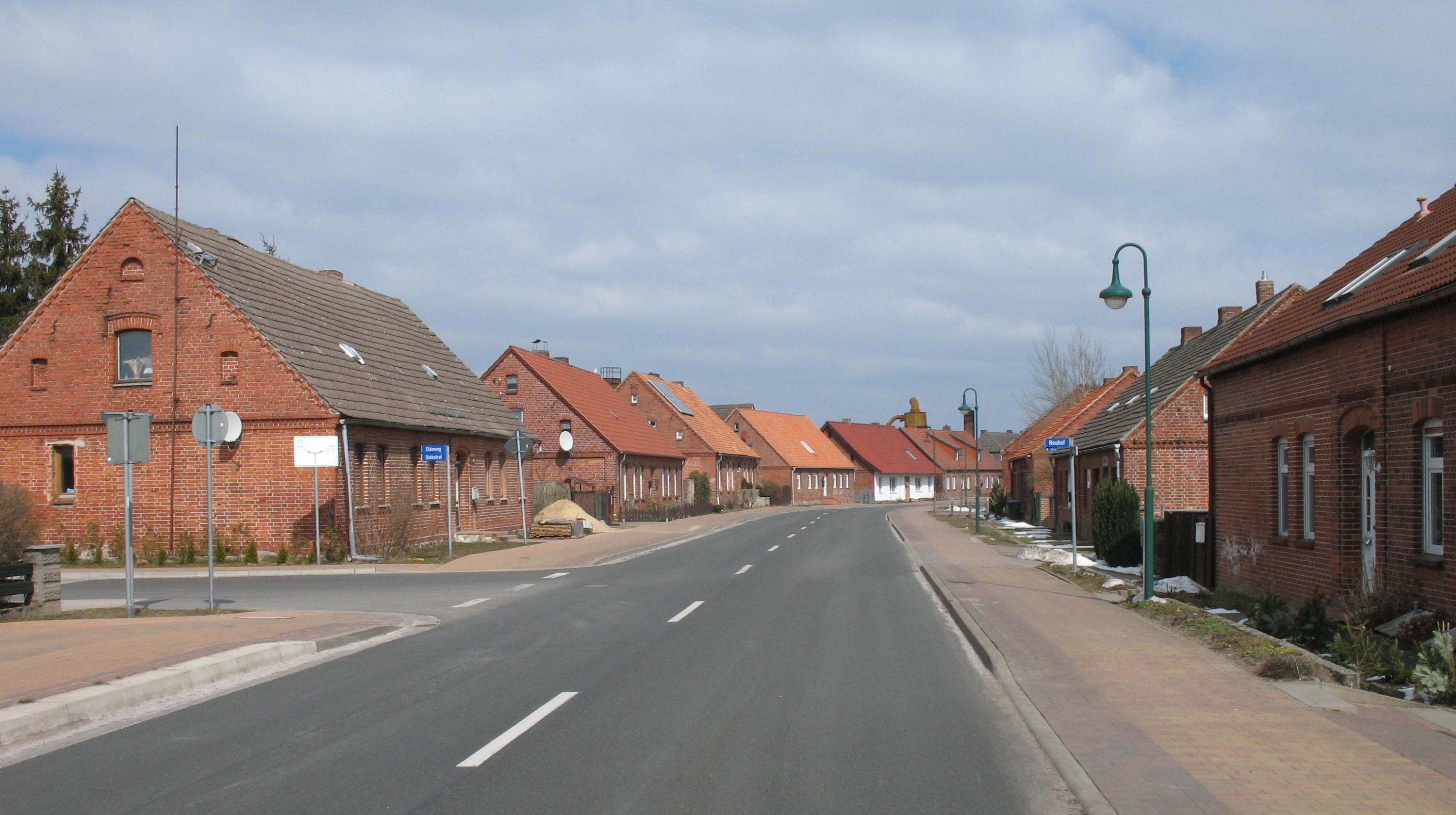
Dorfstraße

Wredenhagen ist ein Ortsteil der Gemeinde Eldetal im Südwesten des Landkreises Mecklenburgische Seenplatte in Mecklenburg-Vorpommern.

## Geografie

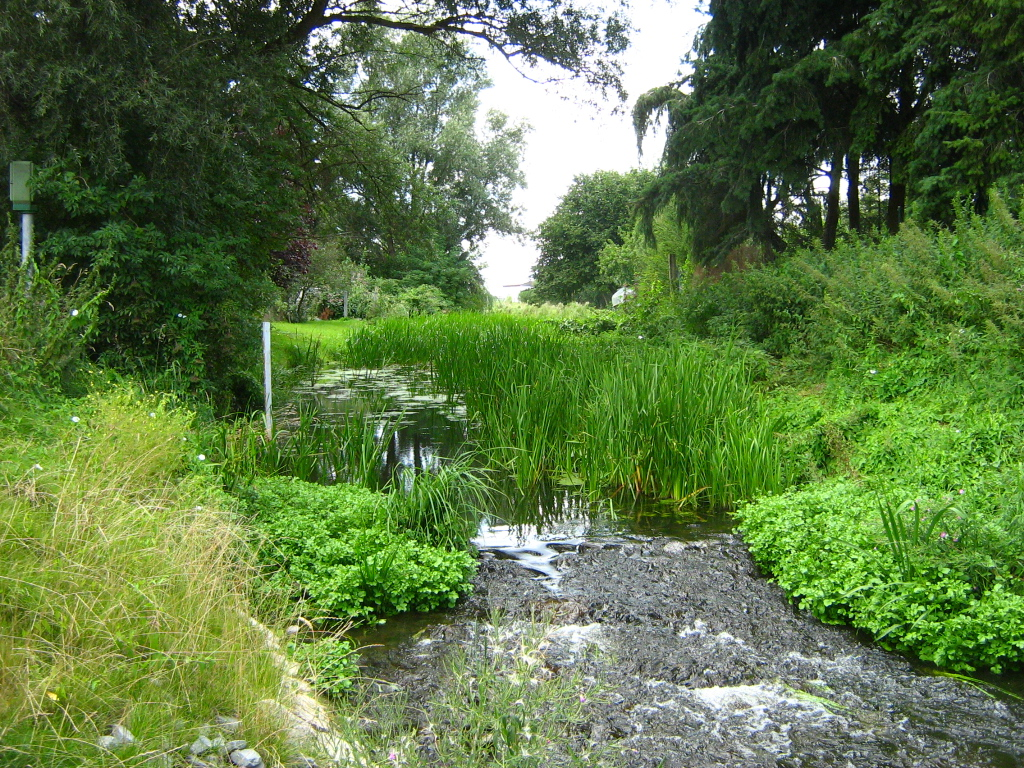
Elde in Wredenhagen

Wredenhagen liegt in der Mecklenburgischen Seenplatte zwischen Röbel/Müritz und Wittstock/Dosse an der Landesgrenze zu Brandenburg. Durch den Ort und den nahen Mönchsee fließt die obere Elde in Richtung Müritz. Das hügelige Gelände erreicht in der Wittstock-Ruppiner Heide im Süden des Ortes eine Höhe von 84 m ü. NHN.
Zu Wredenhagen gehören die ehemaligen Ortsteile Mönchshof, Hinrichshof und Neukrug.
Im Ortsgebiet gibt es den 91 Hektar großen Mönchsee, der seinen Namen vom Ortsteil Mönchshof am südlichen Seeufer bekommen hat. In Mönchshof steht ein Aussichtsturm, von dem man die im See gelegene Brutinsel beobachten kann. In dem Naturschutzgebiet Mönchsee gibt es Kraniche, Möwen, Wildgänse und ein Seeadlerpaar.

## Geschichte
Die Geschichte Wredenhagens ist eng mit der Burg Wredenhagen verbunden. Der früheste schriftliche Hinweis auf die Burg stammt von 1284, wenngleich die Anlage wesentlich älter ist. Anfangs beherrschte das Geschlecht von Werle die Burg und viele abhängige Dörfer der Umgebung. Später wechselte die Herrschaft oft zwischen mecklenburgischen und brandenburgischen Herzögen bzw. Markgrafen und gelangte zwischenzeitlich in den Besitz des Adelsgeschlechtes von Winterfeld. Seit 1436 unter mecklenburgischer Landesherrlichkeit, verlegte man 1840 die Verwaltung und Gerichtsbarkeit für über 50 Dörfer von Wredenhagen nach Röbel. Die Gemeinde erwarb 1927 die Burg und richtete dort die Schule ein. Ende der 1920er Jahre wurde das Gut Wredenhagen mit Bauern aufgesiedelt. Den Charakter eines Bauerndorfes hat die Gemeinde durch behutsame und auf Denkmalpflege bedachte Dorferneuerung bewahren können.
1233 verlieh Nikolaus von Rostock dem Kloster Amelungsborn 50 Hufen im Ort Kotze (jetzt Mönchhof) mit dem See Kotze (dem heutigen Mönchsee).
Zu DDR-Zeiten schlossen sich zahlreiche Einzelbauernwirtschaften zu einer LPG Tierproduktion zusammen. Das kleine Schulhaus wurde ersetzt durch den Bau einer zehnklassigen Polytechnischen Oberschule, in der die Kinder aus den umliegenden Ortschaften unterrichtet wurden. Als Sitz des Gemeindeverbandes war am Ort eine Arzt-, eine Zahnarzt- und eine Tierarztpraxis ansässig. Die Einwohner arbeiteten nicht nur in der LPG, sondern auch in verschiedenen Handwerksbetrieben. Neben einem Einkaufszentrum, einem Friseur und einem Uhrmacher stand der Einwohnerschaft ein Kultur- und Sportzentrum mit Gastronomie, einem Jugendklub und einer Zentralbibliothek zur Verfügung.
Zum 26. Mai 2019 fusionierte Wredenhagen mit Grabow-Below, Massow und Zepkow zur neuen Gemeinde Eldetal. Letzte Bürgermeisterin war Marianne Schmidtke.

## Kultur und Sehenswürdigkeiten
→ Siehe Liste der Baudenkmale in Eldetal

### Bauwerke
- Die Burg Wredenhagen ist eine nahezu kreisförmige, auf einer Anhöhe errichtete Burganlage, die im 13. Jahrhundert erstmals erwähnt und im Laufe der Zeit vielfach umgebaut wurde. Die Anlage beherbergt neben der Freien Burgschule Wredenhagen auch eine Jagd- und eine Heimatstube. Der Innenhof wird für verschiedene kulturelle Zwecke genutzt.
- Die Kirche Wredenhagen ist ein rechteckiger Putzbau aus der zweiten Hälfte des 18. Jahrhunderts, der durch Umbauten 1802 und 1891 seine heutige Gestalt erhielt. Die Kirche ist im Inneren im Wesentlichen original ausgestattet und enthält eine Lütkemüller-Orgel von 1860.
- Von der Wredenhagener Windmühle sind nur noch Mauerreste erhalten.

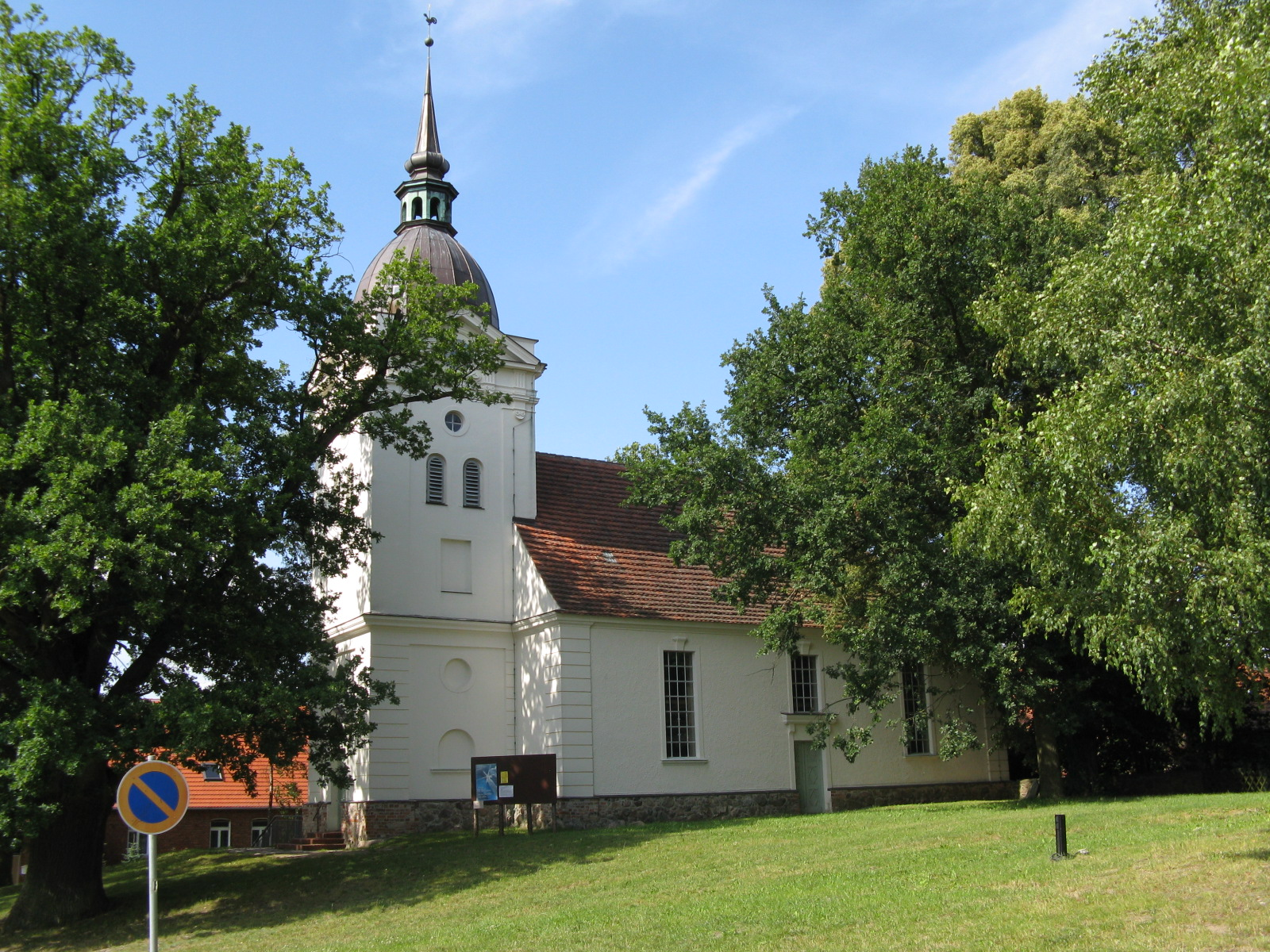
Kirche Wredenhagen
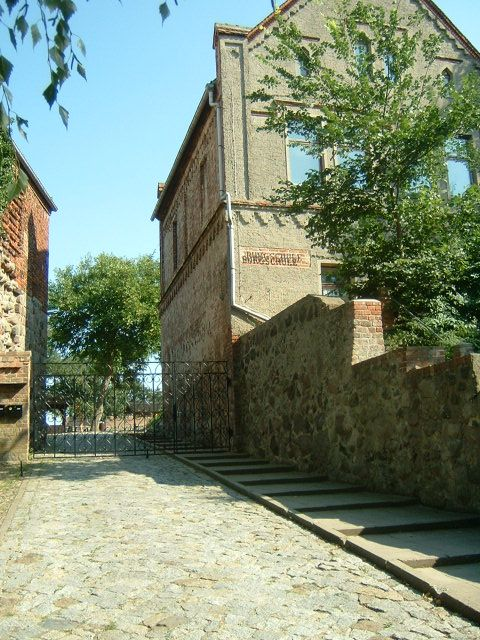
Eingang zur Burgschule
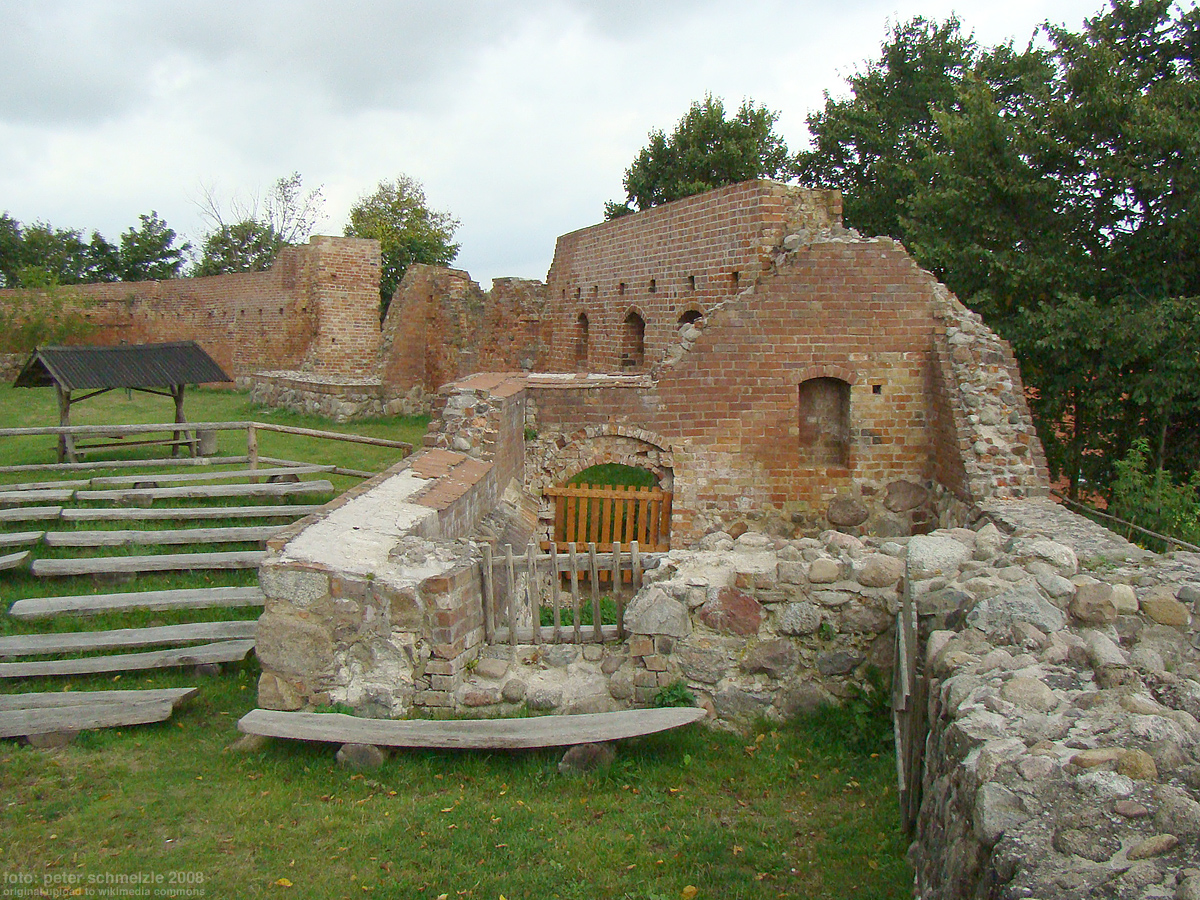
Umfassungsmauern der Burg
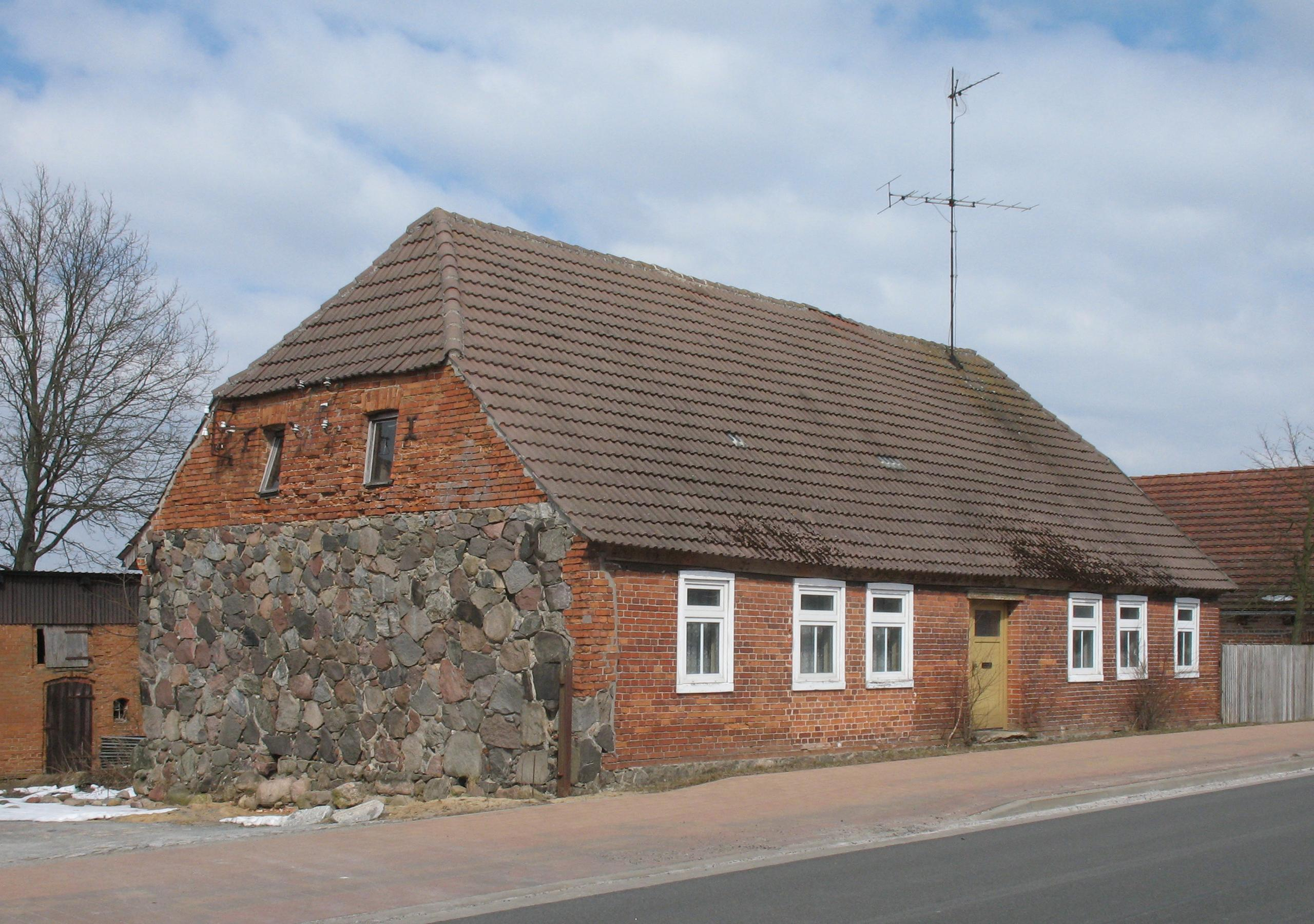
Dorfstr. 75
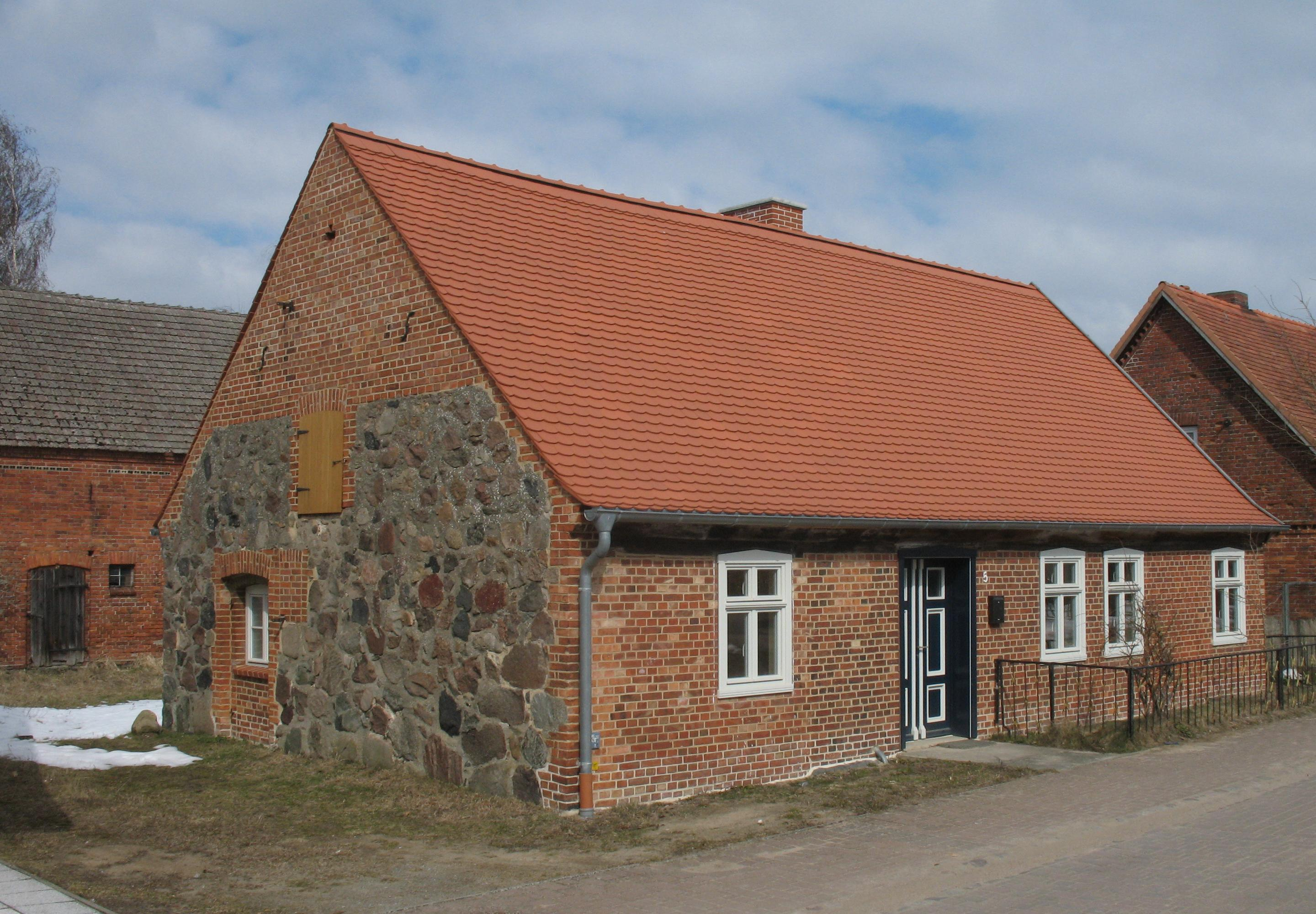
Diekstrat 5

### Kultur
- Seit 1994 bestehendes Programmkino mit regelmäßigem Betrieb des Mobilen Kinos Filmklub Güstrow und von Filmkommunikation Landesverband Mecklenburg-Vorpommern.
- In Wredenhagen finden überregional bekannte Feste statt, so die Schlachtfeste, das Burgfest und das Erntefest.
- Eine Besonderheit stellt die Märchenerzählerin des Ortes dar. Grete Innig liest im Sommer auf der Märchenwiese und im Winter am Kaminfeuer in der Dorfstraße 90.
- Über die Weihnachtsfeiertage veranstaltet der Wredenhagener Circus Alamos alljährlich ein Weihnachtscircusgastspiel auf der Festwiese.

## Verkehr
Die Bundesautobahn 19 (Berlin–Rostock)  führt westlich an Wredenhagen vorbei, die Anschlussstellen Röbel/Müritz und Wittstock/Dosse sind zwölf bzw. 17 Kilometer entfernt. Die parallel zur Autobahn verlaufende Verbindungsstraße von Röbel/Müritz nach Wittstock/Dosse durchquert den Ort. Der nächste Bahnhof befindet sich in der 15 km entfernten Stadt Wittstock/Dosse.

## Persönlichkeiten
- Hans von Passow (1827–1896), preußischer General
- Gottfried von Lücken (1883–1976), Archäologe und Universitätsprofessor
- Fritz Christen (1921–1995), Angehöriger der Waffen-SS
- Ekkehard May (* 1937), Japanologe und Hochschullehrer